# Вазюлін Віктор Олексійович
Віктор Олексійович Вазюлін (рос. Виктор Алексеевич Вазюлин; 30 серпня 1932 — 8 січня 2012) — радянський і російський філософ, спеціаліст у галузі діалектичної логіки й марксистської теорії пізнання, доктор філософських наук, професор, засновник і керівник Міжнародної логіко-історичної школи.

## Біографія
Віктор Вазюлін народився 30 серпня 1932 року в с. Солманово Звенигородського (нині Одинцовського) району Московської області РСФСР. Упродовж 1950—1955 рр. навчався в Московському державному університеті імені М. Ломоносова, де вивчав філософію. 1962 року закінчив аспірантуру із цього ж фаху на тему «Розвиток проблеми історичного й логічного в економічних працях К. Маркса й Ф. Енгельса 50—60-их рр. XIX ст.». 1972 року закінчив докторантуру. Тема праці — «Система категорій діалектичної логіки в „Капіталі“ К. Маркса». Працював на кафедрі історії марксистсько-ленінської філософії того самого факультету: спочатку молодшим співробітником (1962—1967), згодом доцентом (1967—1979), а ще пізніше — професором (1979—1992). Викладав в університетах Братислави й Праги.
Віктор Олексійович Вазюлін помер у Москві 8 січня 2012 року.

## Наукова діяльність
Праця В. Вазюліна «Логіка „Капіталу“» принесло йому світове визнання і у ній досліджуються соціальні теорії, діалектична логіка й методологія науки. Загальний напрямок досліджень Віктора Вазюліна — теорія і логіка «Капіталу» Карла Маркса. Він першим дослідив систему категорій діалектичного методу праці Маркса, установив схожість і відмінність між системою логіки Гегеля, окреслив їх раціональний зміст.